# 沃尔夫冈·泡利
沃尔夫冈·欧内斯特·泡利（1900年4月25日—1958年12月15日），奥地利理论物理学家，是量子力学研究先驱者之一。1945年，在愛因斯坦的提名下，他因泡利不相容原理而获得诺贝尔物理学奖。泡利不相容原理涉及自旋理论，是理解物质结构乃至化学的基础。

## 生平

### 家庭背景
1900年，泡利出生于奥地利维也纳，父亲是化學家沃尔夫冈·約瑟夫·泡利（本名为Wolf Pascheles，1869－1955），母亲是贝尔塔·许茨（Bertha Schütz）。物理學家恩斯特·马赫是泡利的教父，為了紀念他，泡利的中間名為「恩斯特」。
泡利的祖父母來自於布拉格顯赫的猶太家庭；他的曾祖父是捷克猶太人出版商Wolf Pascheles。在結婚前不久，1899年，泡利的父亲從猶太教转信羅馬天主教。泡利的母親贝尔塔從小薰陶於外祖母篤信的羅馬天主教；他的外祖父是猶太作家弗里德里希·许茨。
泡利信奉羅馬天主教，不過後來和他的父母都脱离了教會。他可能是自然神論者。

### 早期经历
泡利就讀於维也納的一所文理中學（Döblinger-Gymnasium），1918年以优秀的成绩毕业；畢業仅兩個月后，神童泡利就发表了他的第一份科学论文，这篇论文是关于阿尔伯特·爱因斯坦的廣義相对论。他进入慕尼黑大学，他的博士导师是物理大師阿諾·索末菲，在索末菲的嚴格督導下，泡利專心研究關於电离化氢分子的量力理论；1921年7月，泡利获得哲學博士学位。
阿諾·索末菲很看重泡利的能力，他要求泡利為《数学科学百科全书》（Encyklopädie der mathematischen Wissenschaften）寫一篇關於相对论的評審文章。在获得博士学位两个月之後，泡利完成了这篇一共有237页的文章，爱因斯坦对其高度赞賞，之後也被出版成书；直到今天，这篇文章依然是相对论最经典的参考文獻。
此后一年，泡利在哥廷根大学马克斯·玻恩手下做助手，然后他又在哥本哈根的理論物理研究所工作了一年，這研究所在1965年成為尼爾斯·波耳研究所。从1923年到1928年，他在汉堡大学擔任講師，在这段时间里，他發展出许多现代量子力学的關鍵理论，尤其是提出了泡利不相容原理和非相对论性自旋理论。

### 瑞士
1928年，泡利任聘为瑞士苏黎世联邦理工学院理论物理教授。在那裏，他研究出很多重要科學結果。1931年，泡利被聘為密歇根大学客座教授。1935年，又獲聘為普林斯顿高等研究院客座教授。1931年，他被授予洛侖茲獎章（Lorentz Medal）。
1929年5月，泡利退出罗马天主教会。同年12月，他与Käthe Margarethe Deppner结婚，但他的婚姻并不美滿，两人结婚不到一年，就于1930年11月离婚了。
1930年年底，泡利離婚並提出中微子的假說之後不久，他出现嚴重的神经衰弱症。泡利拜访了與他同样住在苏黎世附近的心理医生卡尔·荣格。荣格开始深層分析泡利的原型梦。泡利成为荣格的最優秀学生。可是很快地，他开始使用科学方法批評荣格理论中的认识论问题，他的評論一定程度影響了後世的思想，尤其是共时性的觀念。荣格与泡利之间的许多讨论都纪录在两人的通信中，这些信后来被出版为著作《原子与原型》。榮格對於泡利的400多個夢的詳細分析全都記錄在著作《心理學和煉金術》。
1934年，泡利与Franziska Bertram再婚，这次婚姻一直持续到他逝世。
1938年，德国與奥地利合併後，泡利成为了德国人。1939年，第二次世界大战爆发后，他的处境變得很困难。1940年，他試圖申請成為瑞士公民，這樣他就可以繼續在苏黎世联邦理工学院教書，可惜未果。他只好遠赴美國普林斯顿高等研究院擔任理论物理教授。二战過後，在1946年，泡利在返回苏黎世之前加入美国国籍。1949年，他終於獲得了瑞士国籍。他回到蘇黎世，並在那裡度過餘生。
1945年泡利获得诺贝尔物理学奖，提名泡利的是爱因斯坦，理由是他“於泡利不相容原理此一新自然定律做出的重要贡献”。
1958年泡利获頒马克斯·普朗克奖章。同年，他被發現患有胰腺癌。泡利进入苏黎世的红十字会医院后，有一次他的助手查爾斯·恩斯（Charles Enz）去看望他，泡利问他的助手：“你看到这间房的号码了吗？”他的病房的号码是137。終其一生，泡利時常思考一個奇異的問題──為什麼精细结构常数（一個無量綱的基本常數）會近似於1/137。1958年12月15日，泡利在这间病房中逝世，享年58歲。

## 科学成就
泡利在物理学上，尤其是量子力学，做了许多非常重要的贡献，但是泡利很少发表论文，他比較喜歡與同行（比如與他往來非常密切的尼尔斯·玻尔和沃纳·海森堡）交换長篇的信件。他在书信中的許多主意从未被发表过，他的收信人總是将他的信拷贝后给其他同行们看。泡利显然並不是很關心他的发现，因此后来没有归功于他。以下是泡利研究出來的，需归功于他的重要成果：
1924年，泡利提出了一個有兩個可能值的新量子自由度（或量子數），它可以解釋觀測到的分子光譜和量子力學之間的矛盾。他还提出了泡利不相容原理，这个原理指出同原子裡的两个电子无法同時存在於同一個量子状态，而這個量子狀態可以透過四個量子數來描述。（即主量子數、角量子數、磁量子數與自旋量子數）自旋的想法源自於拉尔夫·克罗尼格。一年后乔治·尤金·乌伦贝克和塞缪尔·高德斯密特將电子自旋視為泡利所提出的新的自由度。
1926年，海森堡发表了量子力学的矩阵理论后不久，泡利就使用这个理论推导出了氢原子的光谱。这个结果对于验证海森堡理论的可信度非常重要。
1927年，他引入了2× 2泡利矩陣作为自旋操作符号的基础，由此解决了非相对论自旋的理论。泡利可能影響保罗·狄拉克发现狄拉克方程式。不過狄拉克說，這些相同的矩陣是他獨立發明的，沒有受泡利的影響。狄拉克發明了類似但更大的（4 × 4）旋轉矩陣來處理費米子的自旋。
1930年，泡利思考了β衰變的問題。在12月4日在一封给莉泽·迈特纳等人的以“親愛的放射性女士先生們”為開頭的信中，泡利提出存在一種电中性的迄今为止未被觀測到的小質量粒子、其質量不大於質子質量的1％，並以此来解释β衰变的连续光谱。1934年恩里科·费米将这个被称为中微子的粒子引入他的β衰变理论。在泡利去世之前的兩年半，中微子首次在1956年，由弗雷德里克·萊因斯和克萊德考恩的实验证实。在接到這個消息後，他回覆了一封電報：“感謝您的消息，對於懂得等待的人一切終將變得瞭然。泡利。”
1940年，泡利证明了自旋統計定理--带半数自旋的粒子是费米子，带整数的自旋的粒子是玻色子。
1949年，他發表了一篇关于泡立-維拉斯正規化的論文，正規化是處理無限大、發散以及一些不合理表示式的方法。
泡利多次批評進化生物學裡的現代演化綜論，他的當代支持者認為表觀遺傳學可以支持泡利的看法。
此外，泡利修正保罗·德鲁德在1900年提出的金属内电子运动的经典模型。他首先意识到自由电子在金属内部的行为必须遵守费米-狄拉克统计。基于这个思路，他在1926年发展出順磁性理論。泡利开启了现代固体物理学的发展，而他仍批評“固体物理学是脏东西的物理”，可以看出泡利的态度。

## 轶事趣闻
在物理上泡利是一个完美主义者，这不光表现在自己的工作，也同样适用在他看待他人成果的态度。泡利的这种刻薄與挑剔被玻尔称为“物理学的良知”（Conscience of physics），他的同行非常尊重他的评论；面对有缺失的理论泡利给予严厉无情的批评，将它们视为“彻底错误”（德语：Ganz falsch）。不过这还不是最严厉的，有一次他对针对某位年轻物理学家的一篇论文发表的评价是“甚至连错误都算不上（Not even wrong）”，成为了一句物理学家中的内行笑话。后来有人将“Not even wrong”引申为与科学哲学上的可证伪性原理（principle of falsifiability）相联系的概念：从可证伪性原理的角度上讲，"错误"好歹算是能被证伪的东西，“Not even wrong”则是连可证伪性都不具有，因而连错误都不如。
因为泡利的敏锐、谨慎和挑剔，使他具有一眼就能发现错误的能力。物理学界笑谈存在一种「泡利效應」——泡利出现在哪，那里的理论推导就会出岔子、實驗設備都会遭殃的奇特現象；泡利對這個現象很欣喜，因為這些奇怪的事件符合他對超心理學的研究，特別是他與榮格合作的同步性概念。
有一次泡利想去某地，但不知该怎么走，一位同事告诉了他。后来那位同事问他找到没有，他说：“不谈物理学的时候，你的思路应该说是清楚的。”
頂尖物理學家保羅·埃倫費斯特與泡利的第一次相遇是在某一次的會議上，埃倫費斯特對泡利的論文很熟悉，而且相當的印象深刻。經過幾分鐘的交談，埃倫費斯特說：“我想我喜歡你的百科文章更甚於喜歡你本人”泡利回話說，“真是奇怪，你對於我來說，剛好相反。”從此兩人成了很好的朋友。
海森堡回憶在1927年的索爾維會議裡，他與愛因斯坦及普朗克進行了一次關於宗教觀點的友好交談，沃爾夫岡·泡利、海森堡、狄拉克都參加了。狄拉克對於宗教在政治上的操縱給了犀利嚴正的批評；波爾對他的洞察力大加讚賞；除此之外，狄拉克說：「我無法理解為什麼要浪費時間討論宗教。如果我們是誠實的 – 且作為科學家誠實是我們明確的職責 – 我們不得不承認所有宗教都是一派胡言，完全沒有實際的根據。上帝的存在是人類想像的產物。[…]我不承認任何宗教神話，至少因為他們互相矛盾。[…]」海森堡則採用的寬和的觀點。泡利在這些初步言論後一直保持沉默，不過終於有人問起他的意見時，他開玩笑的說：「好吧，我想我們的朋友狄拉克也找到了自己的宗教，這個宗教的第一誡是『上帝不存在，而保羅·狄拉克是他的先知』」。大家哄堂大笑，包括狄拉克。（見《部分與整體》,1971年）

### 關於弱交互作用中宇稱不守恆的現象
美籍華裔的核物理學家吳健雄，有「東方居里夫人」的稱號，其最廣為人知的事件之一是以實驗證明了楊振寧和李政道所提出的弱交互作用中宇稱不守恆的現象。在實驗結果揭曉之前，泡利寫了一封信給朋友說：「我不相信上帝是個左撇子。」等到實驗結果出來違反他的想法，他只能驚訝地說，他現在好奇的是為什麼在強交互作用中，左右對稱仍然成立？:319

### 泡利与荣格的书信对话
直到约1990年为止泡利与荣格之间的书信对话未受到注意，但后来被仔细研究。这些书信是从1932年开始的，一直到1958年结束，其核心内容是關於人的内部心理与外部物质之间的關聯。